# Rainer Nabielek
Rainer Nabielek (* 11. Juli 1944 in Neutitschein; † 8. Oktober 2021 in Berlin) war ein deutscher Medizinhistoriker, Sexualwissenschaftler und Orientalist.
Rainer Nabielek machte 1962 das Abitur an der Arnoldischule in Gotha, war nach dem Studium als DDR-Diplomat in Libyen und Syrien tätig. 1970 wurde er wissenschaftlicher Assistent am Institut für die Geschichte der Medizin und der Naturwissenschaften der Humboldt-Universität zu Berlin. 1977 promovierte er mit einer Arbeit zu Die pseudo-galenische Schrift „Über Schlaf und Wachsein“. Gutachter waren Dietrich Tutzke, Heinrich Simon und Johannes Irmscher. Es war die erste wissenschaftliche Herausgabe des Werkes einschließlich Übersetzung ins Deutsche und Kommentar. Zwischen August 1989 und Januar 1990 fungierte Nabielek als kommissarischer Leiter des Instituts. 1987 wurde er zum Sekretär der Gesellschaft für Geschichte der Medizin in der DDR gewählt. Im November 1990 erfolgte die Promotion B mit einer Schrift zur Sexualität und Sexualhygiene im Islam, deren Gutachter Peter Schneck, Wolfram Kaiser und Holger Preißler waren. Anschließend wurde er Privatdozent am Institut. Danach wirkte er als Privatdozent am Institut für Geschichte der Medizin der Berliner Charité. Er forschte vor allem zur Geschichte der Sexualmedizin und Sexualität, insbesondere im islamischen Raum.

## Schriften
- Die ps[eudo]-galenische Schrift „Über Schlaf und Wachsein“ zum ersten Male herausgegeben, übersetzt und erläutert. Humboldt-Universität, Berlin 1977 [ungedruckte Dissertation].
- Sexualität und Sexualhygiene im Islam. Humboldt-Universität, Berlin 1990 [ungedruckte Dissertation B].
- Ist der Islam frauenfeindlich? In: Neues Deutschland. 2. April 2003.
- Biologie des Mittelalters, Berlin, Schiler 2006. ISBN 3-89930-124-2.
- Weintrauben statt Jungfrauen. Eine neue Lesart des Koran und ihr Stellenwert innerhalb der modernen Koranforschung. In: Christoph Burgmer (Hrsg.): Streit um den Koran. Die Luxenberg-Debatte: Standpunkte und Hintergründe. Verlag Hans Schiler, Berlin 2004, S. 39–61.
- Sexuelle Impotenz, Koprolagnie oder Incontinentia alvi? Eine medizinhistorisch-philologische Analyse des Begriffs alhadiuth bzw. alacuoth im lateinischen Text des Canon medicinae von Avicenna auf der Grundlage des arabischen Originals. unveröffentlichtes Manuskript. 2010 (überarbeitet 2019).[2]

## Belege
1. ↑  Generalsekretariat der medizinisch-wissenschaftlichen Gesellschaften beim Ministerium für Gesundheitswesen der DDR (Hrsg.): Verzeichnis der medizinisch-wissenschaftlichen Gesellschaften der Deutschen Demokratischen Republik. 31. März 1989.
2. ↑  Sexuelle Impotenz, Koprolagnie oder Incontinentia alvi? Eine medizinhistorisch-philologische Analyse des Begriffs alhadiuth bzw. alacuoth im lateinischen Text des Canon medicinae von Avicenna auf der Grundlage des arabischen Originals. von Nabielek, Rainer:: Softcover Signed by Author(s). In: zvab.com. Abgerufen am 3. Dezember 2023.

| Personendaten    | Personendaten                                                      |
| ---------------- | ------------------------------------------------------------------ |
| NAME             | Nabielek, Rainer                                                   |
| KURZBESCHREIBUNG | deutscher Medizinhistoriker, Sexualwissenschaftler und Orientalist |
| GEBURTSDATUM     | 11. Juli 1944                                                      |
| GEBURTSORT       | Neutitschein                                                       |
| STERBEDATUM      | 8. Oktober 2021                                                    |
| STERBEORT        | Berlin                                                             |